# Vijayachelys silvatica
La tartaruga foglia della foresta di Cochin (Vijayachelys silvatica Henderson, 1912), unica specie del genere Vijayachelys Praschag, Schmidt, Fritzsch, Müller, Gemel & Fritz, 2006, è una rara tartaruga della famiglia dei Geoemididi.

## Descrizione
Il carapace, lungo circa 130 mm nelle femmine, è depresso e di un colore tendente al bronzo scuro. È presente una carena mediana molto pronunciata e una carena laterale meno pronunciata su ciascun lato. Il piastrone è giallastro con due macchie scure su entrambi i lati del ponte. La parte anteriore superiore della testa è gialla brillante, con una macchia rossa sulla parte superiore del muso. La parte posteriore della testa e del collo sono marroni. Arti e coda sono neri. È una specie onnivora che si nutre di funghi, frutta, molluschi e altri invertebrati.

## Distribuzione e habitat
Specie endemica dei Ghati occidentali, catena montuosa situata nella parte occidentale della penisola indiana. Presente negli stati di Karnataka, Kerala e Tamil Nadu. Vive in foreste fitte sempreverdi.